# Blum Tamás
Blum Tamás (Budapest, 1927. június 19. – Zürich, 1992. január 8.) magyar karmester. Jelentős librettófordítói, operadramaturgi tevékenysége is.

## Élete
A Fasori Evangélikus Gimnáziumban tanult, mellette a Fodor Zeneiskolában Kadosa Pál zongoristanövendéke volt. A Kasztner-vonat utasaként előbb a bergen-belseni koncentrációs táborba, majd Svájcba került. Lausanne-ban folytatott karmesteri tanulmányokat Paul Kletzkinél.
1945–51-ben az Operaház korrepetitora. 1953 és 1958 között a debreceni Csokonai Színház zeneigazgatója, ez idő alatt tizenöt operát mutatott be. 1959-től ismét a budapesti Operaház vezénylő korrepetitora, 1966-tól 1973-as emigrálásáig karmestere volt. Svájcban telepedett le, a Zürichi Operaház dirigense volt. 1977-től haláláig a nemzetközi operastúdiót vezette ugyanott.
Visszaemlékezéseit Menetrend címmel Bächer Iván tette közzé a Holmiban. Kiváló bridzsjátékos is volt.
| „              | Aki muzsikusként találkozott vele, tudja, hogy mély, a zenei szellemiség óriási rádiuszát átkaroló rendkívüli művész volt […] | ” |
| – Peskó Zoltán | |   |

## Librettófordítói munkássága
Szeretett műfordítással foglalkozni, számos operát mutattak be az ő fordításában. Olasz, francia és német nyelvből fordított librettókat. Magyar nyelvű operalibrettóiban nagyszerűen egyesítette a tartalmi, a zenei és az énekesi igényeket, szövegei jól énekelhetők és tökéletesen érthetők. Egészen kiemelkedő Wagner Ring-tetralógiájának fordítása.
Első fordítását, Bedřich Smetana Eladott menyasszonyát 1949. december 15-én mutatta be a Magyar Állami Operaház. Fordításai időtállóak, folyamatosan színre kerülnek.
Nevével, újra és újra találkozhatunk musicalek színlapján. A legsikeresebbek a Koldus(Háromgarasos) opera illetve a La Mancha lovagja.
A Színházi adattárban regisztrált bemutatóinak száma: karmester: 25, fordító: 275, dalszövegíró: 7.

## Operafordításai
- Alban Berg: Wozzeck (1964)
- Berg: Lulu (1973)
- Bizet: Carmen (1965)
- Benjamin Britten: Albert Herring (1960)
- Britten: Szentivánéji álom (1972)
- Csajkovszkij: Jevgenyij Anyegin (Jakabfi Istvánnal, 1951)
- Debussy: Pelléas és Mélisande (1963)
- Delibes: Lakmé (Stephányi Györggyel, 1952)
- Donizetti: Szerelmi bájital (1964)
- Donizetti: A csengő (1971)
- George Gershwin: Porgy és Bess (1970)
- Kozma József: Elektronikus szerelem (1963)
- Carl Millöcker: A koldusdiák (dalszövegek, 1962)
- Claudio Monteverdi: Poppea megkoronázása (1968)
- Ravel: Pásztoróra (1962)
- Rossini: A sevillai borbély (Harsányi Zsolt szövegének átdolgozása, 1951)
- Bedřich Smetana: Az eladott menyasszony (1949)
- Verdi: Rigoletto (1951)
- Verdi: Álarcosbál (Zoltán Vilmossal, 1964)
- Verdi: Otello (Mészöly Dezsővel, 1954)
- Verdi: Falstaff (Lányi Viktor szövegének átdolgozása Oberfrank Gézával, 1966)
- Wagner: A nürnbergi mesterdalnokok (1968)
- Wagner: A Nibelung gyűrűje
  - Wagner: A Rajna kincse (1969)
  - Wagner: A walkür (1970)
  - Wagner: Siegfried (1971)
  - Wagner: Az istenek alkonya (1972)
- Wagner: Trisztán és Izolda (1959)

## Díjai
- Liszt Ferenc-díj (1956, 1963)